# Primordial (Band)

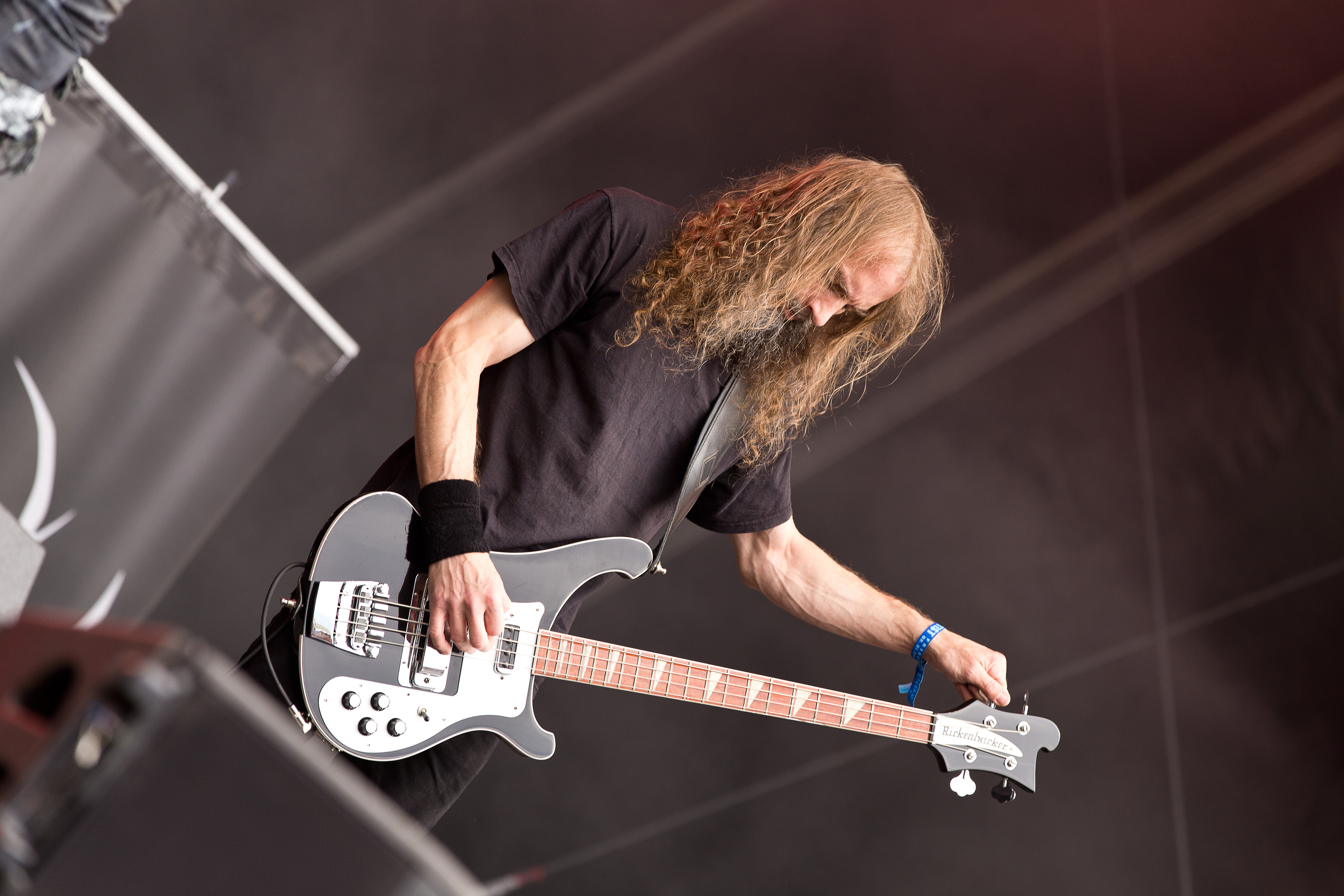
Bassist Pól MacAmlaigh auf dem Rockharz 2016

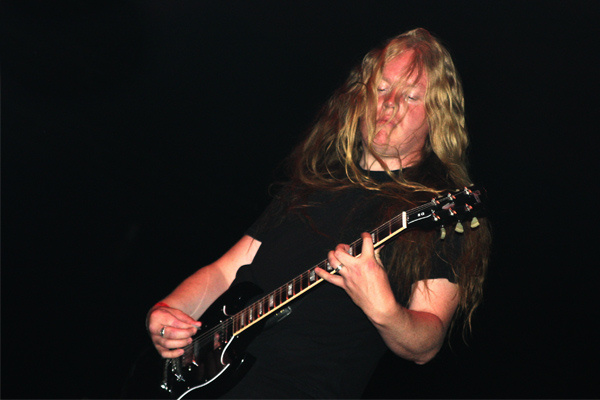
Ciáran MacUiliam im Mai 2007 auf dem Wave-Gotik-Treffen im Kohlrabizirkus

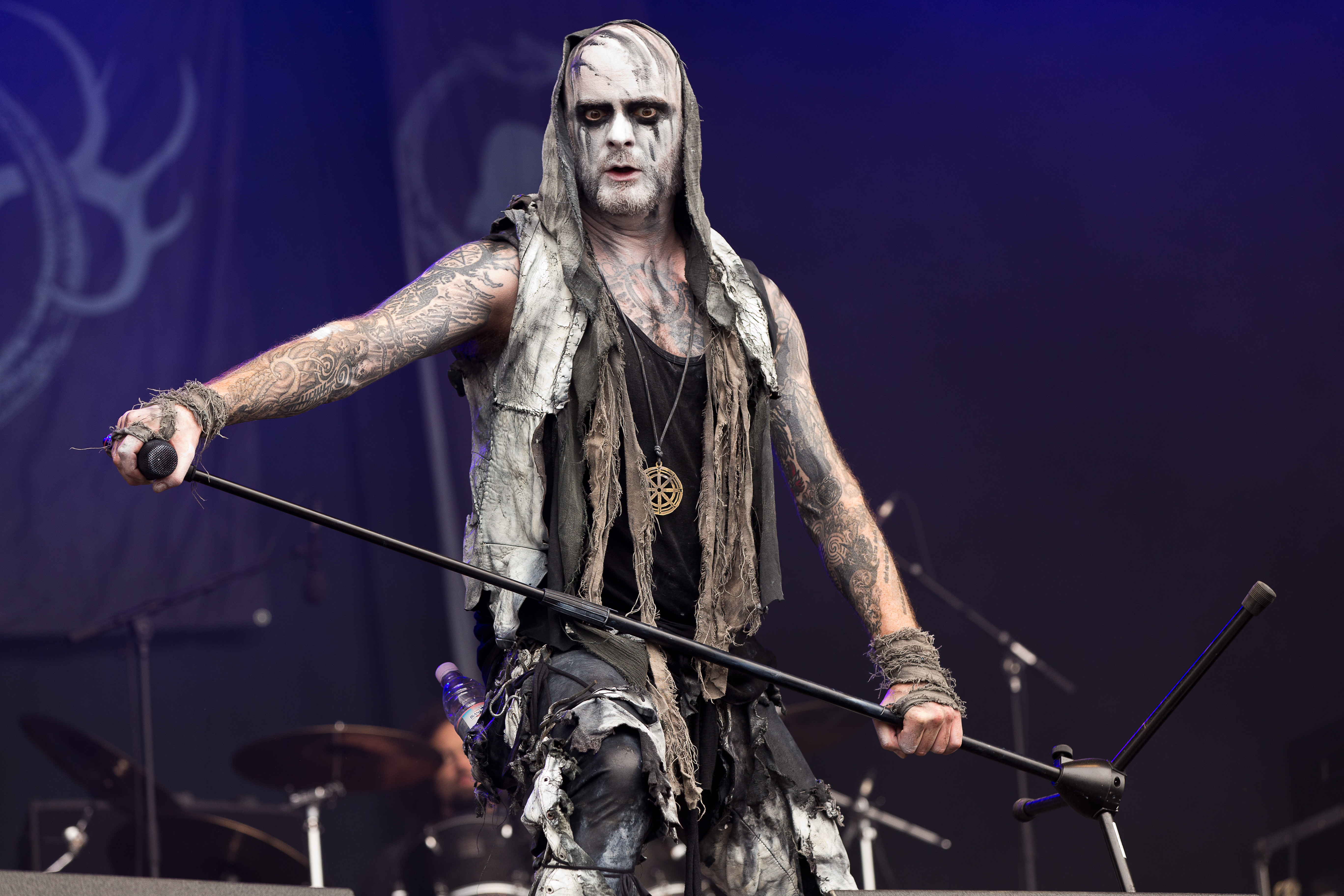
Sänger „Naihmass Nemtheanga“ auf dem Rockharz 2016

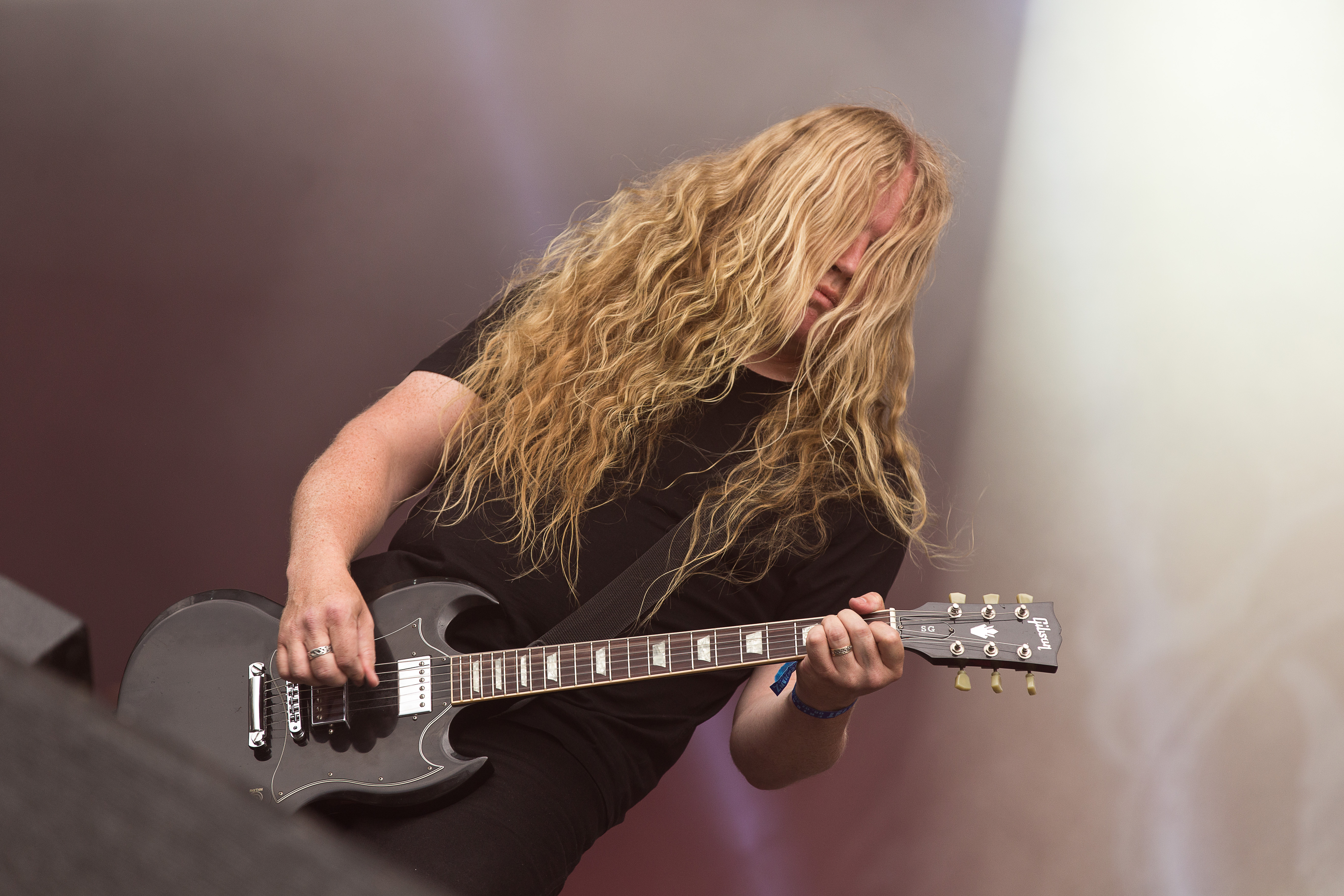
Gitarrist Ciáran MacUiliam auf dem Rockharz 2016

Primordial (engl. ‚urzeitlich‘) ist eine irische Pagan-Metal-Band aus Skerries bei Dublin. Neben Waylander und Cruachan gilt sie als Begründer des Celtic Metal.

## Geschichte
Die Gruppe wurde 1987 von Bassist Pól MacAmlaigh und dessen Bruder D gegründet. Ende 1987 stieß Ciaran zu ihnen. 1988 wechselte die Band häufig den Sänger und nahm im Laufe des Jahres ein Demo mit dem Death-Cover Born Dead, Sepulturas Screams Behind the Shadows und einem oder zwei eigenen Stücken auf. Auch 1989 wechselte die Besetzung bis auf die Gebrüder MacAmlaigh und Ciaran. Der damalige Name der Band ist laut Alan „A. A. Nemtheanga“ Averill nicht eindeutig überliefert, angeblich habe sie Sticky Clits geheißen. Averill stieg 1991 aufgrund einer Anzeige der Band im wichtigsten Metal-Laden Dublins als Sänger ein, auf die außer ihm niemand geantwortet hatte. Nach eigenen Angaben war er bei der ersten Probe „entsetzlich“, brachte aber Kenntnisse der Untergrundszene ein. Im September oder Oktober trat die zu dem Zeitpunkt Forsaken genannte Band in der Gemeindehalle von Skerries erstmals mit ihm auf, wobei sie Cover von unter anderem Sodom, Sepultura, Death und Massacre spielte. Außerdem begann die Band, eigene Lieder zu schreiben. Im Jahr darauf gab die Band einige Konzerte in Dublin. Im Sommer 1992 erschien eine Sampler-Kassette mit einer Proberaumversion von The Darkest Flame, die laut Averill die wohl größte Rarität für potentielle Primordial-Komplettisten sein dürfte. Diese Kompilation war die erste ihrer Art in Irland und laut Averill einer der wichtigsten Wendepunkte. Aufgrund satanischer und okkulter Referenzen in den ersten eigenen Lieder der Band zerstritten diese und der Rest der irischen Szene sich. Außerdem schrieb die Band das Lied To Enter Pagan, das nach wie vor zu ihrem Live-Repertoire gehört, und benannte sich im Dezember in Primordial um.
1993 schrieb die Band zwar Lieder, sah die Aufnahme eines Demos wegen der Schule, des nötigen Geldes, Reisekosten und Ausrüstung jedoch nicht als möglich an. Im Juni konnte die Band jedoch ihr erstes und einziges Acht-Spur-Demo Dark Romanticism für rund 50 Pfund in ihrer Heimatstadt Skerries aufnehmen. Angesichts der Ausrüstung, des Zeitaufwands und der eigenen Erfahrung war die Band von der Qualität der Aufnahme überrascht. Von Dark Romanticism wurden über 1.100 Exemplare verkauft. Die Band, die den damaligen Death Metal zunehmend als langweilig empfand und sich eher dem Black Metal zugehörig sah, trat im August erstmals mit Corpsepaint auf. Die Band sah nun auch die Aufnahme eines Albums als möglich an. Peaceville Records zeigte sich 1994 nicht interessiert, Jonny von Deaf Records jedoch schon. Primordial wurde zu den ersten Bands im Deaf-Programm gezählt, es wurde dort jedoch nichts veröffentlicht. Laut Averill wurde die Band von immer mehr Untergrund-Plattenfirmen wie Candlelight Records, Necromantic Gallery Productions, Unisound Records und Hellspawn Records kontaktiert. Die Band half bei der Organisation von Auftritten für damalige Candlelight-Bands wie Decomposed und Korpse, in der Hoffnung, dass Candlelight Records zu Primordial kommen würde, es kam jedoch nicht dazu und zu keinem Vertrag. Dani Filth von Cradle of Filth bedrängte Cacophonous Records laut Averill, Primordial unter Vertrag zu nehmen, die Plattenfirma wollte jedoch weitere Lieder hören. Als Antwort schickte die Band eine Live-Kassette mit einem Mitschnitt ihres Auftritts mit Decomposed, Korpse und The Fifth Dominion (inzwischen Arcane Sun), die fünf neue Stücke enthielt und der Band den Vertrag mit Cacophonous Records verschaffte. Im November nahm die Band mit gemieteter Ausrüstung dort, wo sie ihr Demo eingespielt hatte, innerhalb von zwölf Tagen ein „Sub-Standard-Album“ beziehungsweise Demo auf, das „nicht entsetzlich, aber nicht zum Veröffentlichen geeignet“ war. Die Band musste bis Mai 1995 warten, um das Album neu abzumischen. Dass Imrama überhaupt hörbar sei, lag laut Averill an Mags von der Akademie, der ein Freund der Band wurde. Imrama wurde in drei Tagen neu abgemischt und schließlich im September, beinahe ein Jahr nach der Aufnahme, veröffentlicht. 1995 spielte die Band außerdem erstmals außerhalb Irlands zusammen mit unter anderem Occult, Gomorrah und Bal-Sagoth in London. Das Album verkaufte sich ohne Interviews der Band relativ gut. Es wurden Tourneen mit Bands wie Gehenna, Bal-Sagoth, Samael und Cradle of Filth erwägt, die jedoch nicht zustande kamen. Ende 1995 spielte Primordial mit Cradle of Filth und Gorgoroth auf der Metal-Hammer-Nacht im Astoria in London.
1996 war das laut Averill schlimmste Jahr für die Band, in dem nichts nennenswertes passierte außer einem Auftritt in Athy in einer Gaelic-Athletic-Association-Halle mit The Fifth Dominion und Thy Sinister Bloom, der in der Mitte des Primordial-Auftritts von der Polizei abgebrochen wurde. Außerdem erschien eine Neuaufnahme von To Enter Pagan vom 1993er-Demo auf einer Split-10” mit Katatonia. Die Band gibt diese in ihrer Diskographie als Veröffentlichung von 1996 an, in ihrer Biographie werden der Vertrag mit Misanthropy Records, die Neuaufnahme von To Enter Pagan binnen sechs Stunden und die Veröffentlichung im Zusammenhang als Geschehnisse von 1997 erzählt. Nach den Aufnahmen trennte die Band sich von ihrem Schlagzeuger, den Averill in der Biographie als „Krebs innerhalb der Band“ und dessen Ausstieg als „lange überfällig“ bezeichnet. Als neuer Schlagzeuger stieß Simon O’Laoghaire zur Band. Bei Auftritten mit Mayhem im Winter spielte Fergal von Arcane Sun den Bass.
Das Jahr 1997 endete mit der Ankündigung, dass die Band im Februar des folgenden Jahres ihr zweites Album in den Academy-Studios in Yorkshire aufnehmen sollte, wofür sie nicht vorbereitet war. Bezüglich des Albums A Journey’s End bereut Averill, das Cover geändert zu haben, weil Tiziana Stupia von Misanthropy Records es hasste und wollte, das es geändert werde. Im Laufe des Jahres wurde der Band klar, dass sie sich eine neue Plattenfirma suchen sollte. 1998 trat die Band beim Wacken Open Air erstmals auf dem europäischen Festland auf. Eine vorgesehene Tournee mit Menhir und Thyrfing hingegen fand nicht statt. Guido von Hammerheart Records und der Band Bifrost bot der Band als erster einen Vertrag an. Averill buchte ein Studio für den März 1999, um eine neue Mini-CD aufzunehmen. Im Mai spielte die Band mit Hades Almighty und Mayhem auf der Annihilation-of-the-Lowlands-Mini-Tournee in Belgien und den Niederlanden. Die Mini-CD erschien mit dem Titel The Burning Season um den September 1999. Ein Auftritt Primordials auf dem No Mercy Festival im Dezember wurde diskutiert, aber vermutlich verworfen, weil die Band nur eine MCD zur Promotion zu bieten hatte. Stattdessen konnte die Band mithilfe eines portugiesischen Freundes sieben Auftritte in Portugal und Spanien zusammen mit Sacred Sin und Masque of Innocence geben. Da Primordial am Jahresende abermals neue Lieder schrieb, wurde ein Studio für den Februar des folgenden Jahres gebucht. 2000 folgten neben dem Album Spirit the Earth Aflame eine achttägige Tournee mit Thyrfing und Shadowbreed sowie Auftritte auf mehreren Festivals, darunter das With Full Force, Windorock und das Wave-Gotik-Treffen. Die Band unterschrieb einen Vertrag mit Edition Wolffackel/Warner und Sure Shot Worx, und Lucifergal (Fergal von Arcane Sun) kam als zweiter Gitarrist zu Primordial.
2001 gab die Band nur wenige Konzerte und Fergal blieb nicht lange bei Primordial. Er wurde durch M. O Floinn ersetzt. Die Band begann mit den Kompositionen für ihr viertes Album. Das Verhältnis zu Hammerheart Records begann sich zu verschlechtern. Die ersten beiden Alben Imrama und A Journey’s End wurden dort wiederveröffentlicht. 2002 nahm Primordial zusammen mit Mags in Yorkshire mit den Aufnahmen für ihr Album Storm Before Calm, die von viel Stress, finanziellen und rechtlichen Problemen begleitet wurden. Die Band gab wenige Konzerte in Irland und spielte auf wenigen Festivals und einer Mini-Tournee mit Mercenary und Callenish Circle. Hammerheart Records hatte finanzielle Schwierigkeiten und versagte laut Averill beim Album, die Presse sei exzellent gewesen, aber die Promotion und Gestaltung ungenügend.
2003 ging die Band auf eine Europatournee zusammen mit Rotting Christ und Enthroned. Die Promotion war laut Averill „arm bis nicht existent“, aber Primordial habe gut gespielt. Die Band erkannte, dass sie versuchen musste, eine neue Plattenfirma zu finden. Sie tourte außerdem mit unter anderem Ancient Rites, Thyrfing und Septic Flesh, spielte mit Negură Bunget in Rumänien und Bulgarien und erstmals in Griechenland. Die Winterzeit bezeichnet Averill in der Biographie als „Winterschlaf“ für die Band, die die meiste Zeit mit rechtlichen Belangen verbrachte.
2004 gab Primordial einige Konzerte und unterschrieb bei Metal Blade Records. Hammerheart Records löste sich mehr oder weniger auf, wobei Dark Romanticism als Abschiedsgeschenk wiederveröffentlicht wurde. Die Band nahm ihr sechstes Album The Gathering Wilderness in Dublin zusammen mit Billy Anderson auf. Die Presse nahm das Album erneut positiv auf und die Verkäufe der Band stiegen an.
2005 verbrachte die Band hauptsächlich mit Mini-Tourneen und Festivals. Sie spielte erstmals unter anderem in Finnland. Große Tourneen blieben der Band jedoch nach wie vor verwehrt, unter anderem wurden das Xmass-Festival und eine Festival-Tournee mit Morbid Angel abgesagt. Im Jahr 2006 hatte die Band ihren ersten Auftritt in den Vereinigten Staaten auf dem The-Heathen-Crusade-Festival. Die Idee übernahm sie für eine kleine Tournee zusammen mit Moonsorrow und Mourning Beloveth. Außerdem spielte Primordial auf einigen Festivals in Europa und gab ihren größten Auftritt in Irland im Vorprogramm von Opeth. Außerdem begann die Band erneut, Lieder zu schreiben. Während des Schreibprozesses gab die Band 2007 einige Konzerte hauptsächlich in Deutschland, bevor sie im Sommer die Foel Studios im Norden Wales’ betrat. Die Aufnahmen dauerten mehr als zwei Wochen. To the Nameless Dead erschien in Europa am 16. November und in Amerika am 27. November. Das Album wurde im Rock Hard und auch im Metal Hammer zum „Album des Monats“ gewählt.
Ebenfalls bei Metal Blade Records veröffentlichte die Band am 15. März 2010 ihre erste DVD All Empires Fall, die Live-Mitschnitte und Dokumentationen aus ihrer Karriere enthält.
2011 folgte das Album Redemption at the Puritan’s Hand. Am 21. November 2014 erschien das Album Where Greater Men Have Fallen und am 18. April 2018 das Album Exile Amongst the Ruins.
Nach erneut mehrjähriger Pause, und ebenfalls bei Metal Blade Records, erschien am 29. September 2023 mit How it ends das zehnte Album der Band; vorangegangen war mit Victory Has 1000 Fathers, Defeat Is An Orphan eine erste Single-Auskopplung. Wie in den Jahren zuvor gaben  Primordial auch 2024 und 2025 zahlreiche Konzerte; sie wurden u. a. für das Festival Summer Breeze 2025 angekündigt.

## Stil

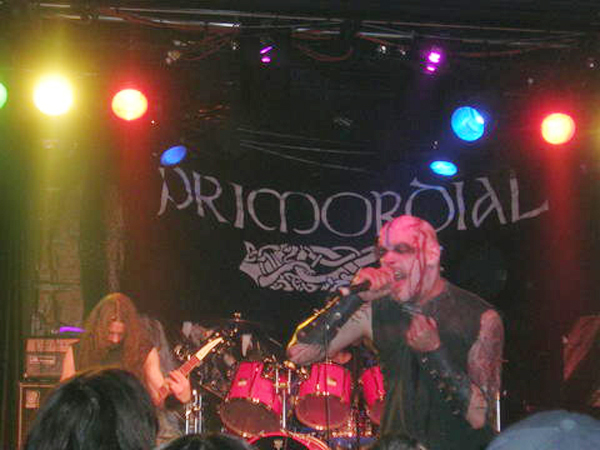
Primordial, 2006

### Musik
Als die Band gegründet wurde, war sie von Slayer, Metallica und Megadeth beeinflusst. Während die Musiker technisch besser wurden, orientierten sie sich zunehmend am extremen Thrash Metal und frühen Death Metal von Bands wie Sepultura und Death. Um 1989/1990 hatten Bands wie Morbid Angel, Obituary, Autopsy und Pestilence Einfluss auf sie. Während sie einen eigenen Stil fand und sich von Bands wie Bathory, Celtic Frost, Sabbat und Candlemass inspirieren ließ, näherte sie sich zunehmend dem Black Metal und entfernte sich vom Death Metal. To Enter Pagan vom Demo Dark Romanticism definierte den Pagan Metal mit.
Primordials Debütalbum Imrama, welches 1995 erschien, orientierte sich noch am melodischen Black Metal. Der Nachfolger A Journey’s End ist laut Averill „ein sehr dunkles Album, obskur und stumpf auf viele Arten“ und von der Frustration der beiden vorangehenden Jahre geprägt. Kai Wendel vom Rock Hard erinnern die Arrangements und Strukturen manchmal etwas an die von Bathory zu Zeiten von deren Alben Hammerheart und Twilight of the Gods, im Gegensatz zu Bathory schwelge Primordial aber „nicht nur in ruhigen musikalischen Gefilden“, sondern bringe „mit heftigen Black Metal-Attacken ein bißchen Abwechslung ins Spiel“. Averill habe eine charismatische Stimme und könne „sehr variabel und gefühlvoll singen, aber auch ordentlich schreien“. Beginnend mit diesem Album wandte Primordial sich einem vom Irish Folk beeinflussten Klang zu. So benutzte die Band traditionelle irische Instrumente wie Mandolinen, Flöten und den Bodhrán. Insgesamt wurde der Stil wesentlich epischer, und neben gekreischtem Gesang – wie er im Black Metal üblich ist – nutzte sie fortan auch klareren Männergesang. Daher, sowie durch die ausladenden Stücke, rückte sie musikalisch auch in die Richtung des Doom Metal. Dieser Ansatz wurde auf den nachfolgenden Alben teilweise wieder verworfen, die Folk-Elemente hingegen weiter verfeinert. Die Musik ist somit eine Melange aus Black Metal, Celtic-/Folk Metal und Pagan Metal. Laut einer Rezension zu Spirit the Earth Aflame wollte Primordial „sich noch nie so richtig in die gängigen Kategorien einordnen lassen: weder Black noch Pagan oder Sonstwie Metal, sondern schlicht und ergreifend PRIMORDIAL. Ergreifende Hymnen, die sich zumeist im Midtempo-Bereich bewegen und von ihren ausdrucksstarken Melodien leben, sind die herausragenden Merkmale von PRIMORDIAL.“ Storm Before Calm bezeichnete Volkmar Weber als „Heavy Metal mit einem erstklassigen irischen Gütesiegel. Schwermütig, melancholisch, aber stur und kämpferisch. Besonders die Gitarren klingen unglaublich transparent, dynamisch und sehr authentisch - oder anders gesagt: so gut wie nie zuvor.“
Bei The Gathering Wilderness versuchte Primordial, einen roheren, live-orientierten Klang zu erreichen. Dieses enthält außerdem Michael O‘Floinns erste kreative Beiträge zur Band, die damit mit ihrer Tradition brach. Marc Halupczok vom Metal Hammer bezeichnete das Album als „Meilenstein“, der die Band mit dem „gleichzeitig einsetzende[n] Pagan-Metal-Boom […] verdientermaßen mehrere Karriereschritte auf einmal nehmen“ ließ. Sein Kollege Robert Müller bezeichnete es als „beängstigend düstere[s]“ Werk.
Katrin Kropf von RockZOOM.de schreibt über To the Nameless Dead: „Es klingt als haben die Herren MacUilliam und O’Floinn diese Töne direkt aus dem irischen Boden gesogen, ein vorchristliches Relikt.“ (Katrin Kropf für RockZOOM.de) Auf diesem Album sind die Götz Kühnemund vom Rock Hard an Weakling erinnernden „unmenschlichen Schreie, die über furiosen, schaurig-schönen Melodien thronten (ein Trademark, das PRIMORDIAL auf diversen früheren Alben auszeichnete), […] kaum noch zu finden, obwohl gleichzeitig verstärkt Blastbeat-Parts in die schweren, treibenden Midtempo-Walzen einfließen. Alans Gesang präsentiert sich sehr viel stärker und variabler als auf jedem anderen PRIMORDIAL-Album: melodischer, kräftiger, souveräner - aber gleichzeitig auch härter, klagender und schwärzer. Nur die unkontrolliert wütende Weakling-Schlagseite ist dabei in den Hintergrund getreten.“ Die Band sei stärker in Richtung Heavy Metal gerückt, habe „den BLACK-Metal-Anteil aber nicht aufgegeben“. Der Klang war gegenüber dem Vorgänger The Gathering Wilderness laut Gunnar Sauermann vom Metal Hammer schon vor der endgültigen Abmischung „wesentlich druckvoller und klarer“. Die Band behielt alle ihre typischen Markenzeichen bei, welche laut Sauermann „die subtile irische Rhythmik ebenso wie die unaufdringliche Einbindung traditioneller Melodien, der knisternde Gitarreneinsatz und Alans dramatischer Gesangsstil“ sind. Melancholie und Wut stehen sich laut Sauermann auf dem Album „fein ausbalanciert gegenüber“.

### Texte

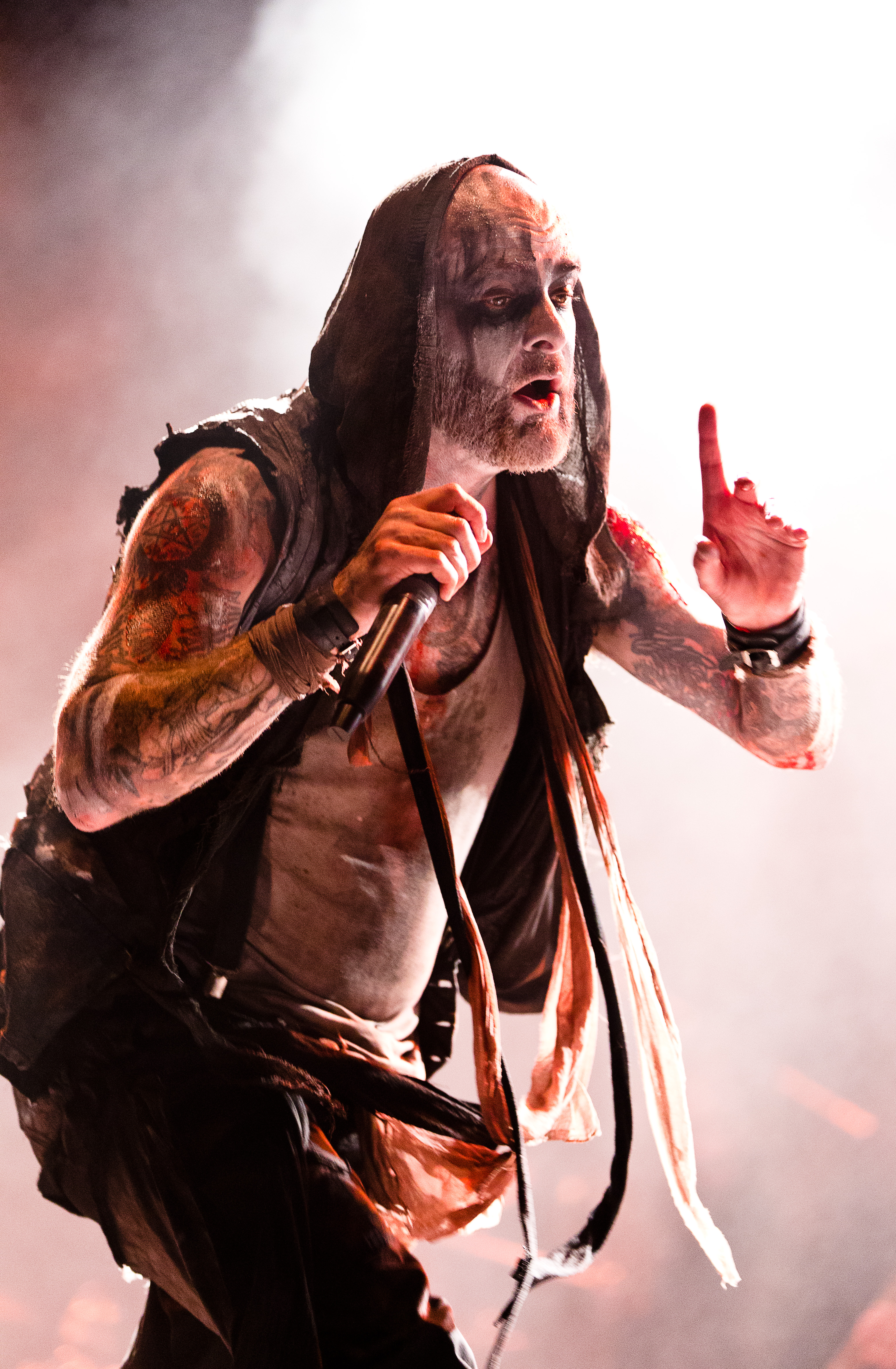
Alan „Naihmass Nemtheanga“ Averill bei einem Auftritt auf dem Party.San.

Die ersten zwei eigenen Lieder der Band, Nefarious Affliction und Prince of the Sky, enthielten viele, laut Averill naive, satanische und okkulte Referenzen, was zu Zwietracht zwischen der Band und der übrigen irischen Szene führte. Jene sah sich Bands wie Rotting Christ oder Varathron näher als vielen der „öko-freundlichen Hardcore-‚Death‘-Metaller in der irischen Szene“. Sie sah sich zunehmend dem Black Metal nahestehend und den Death Metal als „größtenteils gesetzt und langweilig“ an. Von dieser Frühphase abgesehen beschäftigt die Band sich nicht mit dem Satanismus und ist daher in dem Sinne nicht dem Black Metal zuzuordnen. Nemtheanga selbst betont, dass dieser „immer auf einer spirituellen oder idealistischen Sichtweise“ basierte; „die Texte und die generelle Ästhetik mussten satanisch, esoterisch, okkult oder gar religiös sein, um als ‚orthodox‘ durchzugehen. Schlicht und einfach: keine Abweichungen, keine Kompromisse. Das habe ich 1992 so gesehen, und das sehe ich auch heute noch so.“ Allerdings äußerte er, sich mehr als politische und weniger als spirituelle Person und Gleichgültigkeit als modernes Übel anzusehen.
Insbesondere durch die (meist englischsprachigen) Texte der Band drückte sich eine intensive Beschäftigung mit irischer Tradition und Geschichte aus; im Gegensatz zur Band Void of Silence, in der Averill ebenfalls aktiv ist, drehen sich die Texte bei Primordial weniger um ihn als um allgemeinere Themen. Er betrachte alle Seiten und enthalte sich aller Kommentare zu aktueller Politik, die Band sei nicht sein persönliches Sprachrohr. Laut Averill geht es bei Primordial „um Geschichte und Kultur“, und die Grundhaltung sei sehr ernst. Er schreibt laut Rock Hard ähnlich anspruchsvolle Liedtexte wie Martin Walkyier von Sabbat, die „man als ‚düstere Schlacht-Poesie‘ im weiteren Sinne bezeichnen könnte“. Inspiriert wird Averill unter anderem von Statuen in alten europäischen Kirchen und der durch sie dargestellten Brutalität. Primordial versteht er als Kunst und nicht als Unterhaltung. In Interviews und Liedtexten betont er oftmals Werte wie Stärke, Ehre und Kampfgeist. Das Stück The Coffin Ships vom Album The Gathering Wilderness beschäftigt sich mit den Opfern der Hungersnot in Irland in den 1840er Jahren. Das Album To the Nameless Dead handelt von den irischen wie britischen Toten des irischen Freiheitskampfes. Eine Verbindung zwischen den meisten Texten auf dem Album ist die Nation. Averill sagte dazu, er frage sich, „was die Menschen zu dem Glauben treibt, dass sie Anspruch auf ein Stück Land erheben können“. Er schlage sich „auf die Seite der kleinen Nationen gegen die Tyrannei der großen Imperien“, ihnen sei das Lied No Nation on This Earth gewidmet. Der Geist der Rebellion ziehe sich durch das ganze Album.
Kühnemund beschrieb das Album Redemption at the Puritan’s Hand als „inhaltlich anspruchsvolle Auseinandersetzung mit dem Tod“.
Das Titellied des Albums Where Greater Men Have Fallen „handelt von den Versprechungen und beispiellosen Gräueln des 20. Jahrhunderts, dem Ergebnis der Mühlen des Fortschritts“.

## Diskografie

### Alben
- 1995: Imrama (Cacophonous Records)
- 1998: A Journey’s End (Misanthropy Records)
- 2000: Spirit the Earth Aflame (Hammerheart Records)
- 2002: Storm Before Calm (Hammerheart Records)
- 2005: The Gathering Wilderness (Metal Blade Records)
- 2007: To the Nameless Dead (Metal Blade Records)
- 2011: Redemption at the Puritan’s Hand (Metal Blade Records)
- 2014: Where Greater Men Have Fallen (Metal Blade Records)
- 2018: Exile Amongst the Ruins (Metal Blade Records)
- 2023: How It Ends (Metal Blade Records)

### Sonstiges
- 1993: Dark Romanticism (Demo)
- 1996: Scarlet Heavens / To Enter Pagan MCMXCVI (Split-EP mit Katatonia) (Misanthropy Records)
- 1999: The Burning Season (EP) (Hammerheart Records)
- 2005: Soul Must Sleep / Cluain Tarbh (Split-EP mit Mael Mórdha) (Sentinel Records)
- 2010: All Empires Fall (DVD) (Metal Blade Records)